# Эпизод с госпожой Бинг
«Эпизод с госпожой Бинг» (англ. The One with Mrs. Bing) — одиннадцатый эпизод 1 сезона сериала «Друзья», транслируемого на канале NBC. Впервые показан 5 января 1995 года.
Мать Чендлера — Нора, автор романов-бестселлеров (первое появление в сериале) приезжает в город и хочет навестить сына. Чендлер не в восторге, так как считает поведение матери недостойным. Данный факт подтверждается тем, что Нора Бинг и Росс случайно целуются. Параллельно Фиби и Моника становятся причиной комы красивого незнакомца и ухаживают за ним в больнице. Девушки начинают соперничать из-за парня, хотя они даже не знают его имени.
Данный эпизод занимает 76-е место в рейтинге всех 236-ти серий сериала.

## Сюжет
Фиби и Моника идут к газетному киоску на улице. Мимо проходит привлекательный молодой человек, он делает комплимент шляпке (непонятно, кому адресованный, так как обе девушке в головных уборах). Фиби подбивает Монику присвистнуть ему вслед. Парень оборачивается на свист и его сбивает машина. Незнакомец впадает в кому и девушки заботятся о нём в больнице. Они пытаются угадать, чем он занимается в жизни и как его зовут.
Уже, сидя в квартире Моники, парни удивляются девушкам: как они могут ухаживать за совсем незнакомым мужчиной. Начинается вечернее шоу «The Tonight Show», сегодня где в гостях Нора Бинг — автор эротических романов-бестселлеров и нескромная мать Чендлера. В свою очередь Чендлер не намерен смотреть шоу с матерью и пытается отговорить друзей; его никто не слушает. В интервью Нора рассказывает некоторые нескромные подробности о своей жизни и детстве Чендлера. Приходит Пауло, Росс снова начинает ревновать и страдать от неразделенной любви к Рэйчел. Из интервью Чендлер узнает, что мама приезжает в Нью-Йорк и хочет его навестить.
Фиби и Моника снова в больнице: Фиби поет парню песни, бреет его лицо, Моника читает ему газету и вяжет свитер. Девушки придумывают ему имя, Монике кажется, что его зовут Глен, а Фиби — Агамемнон.
Друзья встречаются с матерью Чендлера в мексиканском ресторане, Росс и Рэйчел с Пауло запаздывают. Приходит Росс, а чуть позже и Рэйчел с Пауло. Рэйчел смущенно извиняется за задержку, Росс расстраивается, понимая, чем они занимались, и потихоньку напивается. Нора замечает, что Росс страдает по Рэйчел. Параллельно она рассказывает Рэйчел как писать эротические романы, что очень её вдохновляет и позже Рэйчел пробует написать свой эротический роман.
Нора стоит у телефона в коридоре. Росс выходит из туалета, однако он не заметил, что это был женский туалет. Нора пытается его приободрить на счет Пауло и Рэйчел: она убеждает, что он был бы главным героем её книг и что он умный и сексуальный. Они целуются, но прекращают, когда заходит Джоуи.
На следующее утро на лестнице Росс убеждает Джоуи ничего не рассказывать Чендлеру, Джоуи противится и предполагает, что Нора сама рассказала обо всем. Росс смиряется и идет к Чендлеру. Он признается, что был пьян и расстроен из-за Рэйчел, а там был романтический момент и они поцеловались. Чендлер в гневе уходит, хлопая дверью, за ним уходит Джоуи, повторяя сцену.
В это время Фиби и Моника продолжают ухаживать за парнем в коме, но теперь между ними нарастает соперничество: они стремятся быть первой, рядом с кем он очнется. Позже в кофейне, они ведут себя друг с другом холодно и наперегонки несутся в больницу. Но когда они прибегаю, оказывается, что парень уже очнулся. Девушки перечисляют, что они для него сделали, парень говорит спасибо и «Увидимся», что очень разочаровывает девушек: они считали его особенным, а он оказался типичным парнем. Они уходят.
Росс пытается оправдаться перед Чендлером, сбрасывая вину на Нору, и убеждая, что им двоим нужно серьезно поговорить. Уже перед отъездом Чендлер вызывает мать на разговор о вчерашнем (Джоуи и Росс подслушивают из коридора), он отчитывает её и просит повзрослеть. После чего они, все таки, мирятся. В коридоре Нора прощается с сыном и Россом. Чендлер прощает друга.
Друзья готовятся прочитать первую главу «романа» Рэйчел, но в ней оказывается слишком много орфографических ошибок, ребята высмеивают роман и Рэйчел приходится забрать черновики.

## В ролях

### Основной состав
- Дженнифер Энистон — Рэйчел Грин
- Кортни Кокс — Моника Геллер
- Лиза Кудроу — Фиби Буффе
- Мэтт Леблан — Джоуи Триббиани
- Мэттью Перри — Чендлер Бинг
- Дэвид Швиммер — Росс Геллер

### Эпизодические роли
- Морган Фэйерчайлд — Нора Бинг, мать Чендлера;
- Джеймс Майкл Тайлер — Гантер;
- Козимо Фузко — Пауло;
- Джей Лено — камео, ведущий телепередачи с участием Норы Бинг;
- Дэвид Седерхолм — парень в коме.

## Особенности сценария
- В самом начале Моника и Фиби пересекают улицу, и на заднем плане виден плакат с Джоуи из эпизода, где улетает Суперпёс, пропагандирующий об осведомленности о венерических болезнях.[1]
- Когда у мамы Чендлера брали интервью, она сказала, что сама купила первые презервативы своего сына. Позже, когда Чендлер и Моника собирались пожениться, Чендлер упомянул, что у него в кошельке был старый презерватив, который был у него с двенадцати лет. Это означает, что мама Чендлера дала ему презерватив в 12 лет.[1]
- Когда Джоуи пытается объяснить Россу, что его мать тоже привлекательна, он говорит: «Эй, ты думаешь, легко родить 7 детей?». На самом деле у Глории Триббиани 8 детей: Джоуи и его 7 сестер[1].

## Приём
Эпизод просмотрело 26,6 млн зрителей по оригинальному вещанию.
В рейтинге всех 236-ти серий, данный эпизод занимает 76-е место.

## Культурные отсылки
Когда ребята собираются смотреть Нору Бинг в телепередаче The Tonight Show, Чендлер говорит, что им не нужно это смотреть, ведь там идет «Уикенд у Берни» по Showtime, HBO и Cinemax.